# Coupe des clubs champions européens 1968-1969
Navigation
Édition précédente Édition suivante
La Coupe des clubs champions européens 1968-1969 est la quatorzième édition de la compétition. Le tournoi se termine le 28 mai 1969 par la finale au Stade Santiago Bernabéu à Madrid. Celle-ci est remportée 4-1 par le Milan AC contre l'Ajax Amsterdam.

## Crise politique dite «des tirages au sort»
L'opposition lors de la Guerre froide entre le bloc de l'Ouest et le bloc de l'Est conduit à une crise au sein de l'UEFA. Après un premier tirage au sort, certains clubs refusent de rencontrer des clubs issus des pays de l'Est en raison de l'invasion de la Tchécoslovaquie par le Pacte de Varsovie en août 1968. L'UEFA décide d'effectuer un deuxième tirage au sort en séparant les clubs des deux blocs. Certains clubs du bloc de l'Est (FC Carl Zeiss Iéna, Levski Sofia, Ferencváros, Dynamo Kiev et Ruch Chorzów) se retirent alors de la compétition en signe de protestation contre cette décision.

## Résultats sportifs

### Premier tour
| Équipe 1              | Résultat          | Équipe 2              | Aller | Retour |
| --------------------- | ----------------- | --------------------- | ----- | ------ |
| Manchester City FC    | 1 - 2             | Fenerbahçe SK         | 0 - 0 | 1 - 2  |
| RSC anderlechtois     | 5 - 2             | Glentoran FC          | 3 - 0 | 2 - 2  |
| Waterford AFC         | 2 - 10            | Manchester United FC  | 1 - 3 | 1 - 7  |
| Real Madrid CF        | 12 - 0            | AE Limassol           | 6 - 0 | 6 - 0  |
| Floriana FC           | 1 - 3             | Reipas Lahti          | 1 - 1 | 0 - 2  |
| AS Saint-Étienne      | 2 - 4             | Celtic FC             | 2 - 0 | 0 - 4  |
| PAE AE Constantinople | 5 - 3             | AS La Jeunesse d'Esch | 3 - 0 | 2 - 3  |
| KP Valur              | 1 - 8             | SL Benfica            | 0 - 0 | 1 - 8  |
| Rosenborg BK          | 4 - 6             | SC Rapid              | 1 - 3 | 3 - 3  |
| 1. FC Nuremberg VfL   | 1 - 5             | AFC Ajax              | 1 - 1 | 0 - 4  |
| CSA Steaua Bucarest   | 3 - 5             | TJ Spartak TAZ Trnava | 3 - 1 | 0 - 4  |
| Malmö FF              | 3 - 5             | AC Milan              | 2 - 1 | 1 - 4  |
| FC Zurich             | 3 - 4             | Akademisk BK          | 1 - 3 | 2 - 1  |
| FK Étoile rouge       | Q. - forfait      | FC Carl Zeiss Iéna    | -     | -      |
| Levski Sofia          | forfait - forfait | Ferencváros TC        | -     | -      |
| FK Dynamo Kiev        | forfait - forfait | KS Ruch Chorzów       | -     | -      |

### Deuxième tour
À la suite de la « crise des tirages au sort » au premier tour, les équipes de l'AC Milan et du Benfica sont exemptées et se trouvent directement qualifiées pour les quarts de finale.
| Équipe 1              | Résultat | Équipe 2              | Aller | Retour |
| --------------------- | -------- | --------------------- | ----- | ------ |
| Manchester United FC  | 4 - 3    | RSC anderlechtois     | 3 - 0 | 1 - 3  |
| SC Rapid              | 2 - 2E   | Real Madrid CF        | 1 - 0 | 1 - 2  |
| Celtic FC             | 6 - 2    | FK Étoile rouge       | 5 - 1 | 1 - 1  |
| Reipas Lahti          | 2 - 16   | TJ Spartak TAZ Trnava | 1 - 9 | 1 - 7  |
| PAE AE Constantinople | 2 - 0    | Akademisk BK          | 0 - 0 | 2 - 0  |
| AFC Ajax              | 4 - 0    | Fenerbahçe SK         | 2 - 0 | 2 - 0  |
| SL Benfica            | exempté  |                       |       |        |
| AC Milan              | exempté  |                       |       |        |

### Quarts de finale
| Équipe 1              | Résultat | Équipe 2              | Aller | Retour | Appui    |
| --------------------- | -------- | --------------------- | ----- | ------ | -------- |
| Manchester United FC  | 3 - 0    | SC Rapid              | 3 - 0 | 0 - 0  | -        |
| AC Milan              | 1 - 0    | Celtic FC             | 0 - 0 | 1 - 0  | -        |
| AFC Ajax              | 7 - 4    | SL Benfica            | 1 - 3 | 3 - 1  | 3 - 0 ap |
| TJ Spartak TAZ Trnava | 3 - 2    | PAE AE Constantinople | 2 - 1 | 1 - 1  | -        |

### Demi-finales
| Équipe 1 | Résultat | Équipe 2              | Aller | Retour |
| -------- | -------- | --------------------- | ----- | ------ |
| AC Milan | 2 - 1    | Manchester United FC  | 2 - 0 | 0 - 1  |
| AFC Ajax | 3 - 2    | TJ Spartak TAZ Trnava | 3 - 0 | 0 - 2  |

### Finale
| Finale                       | AC Milan                       | 4 – 1   | AFC Ajax           |                                                                                               |                                                                                               |
| Mercredi 28 mai 1969 20 h 30 | Prati 8e 40e 75e · Sormani 67e | (2 - 0) | 60e (pen.) Vasović | Stade Santiago Bernabéu, Madrid Spectateurs : 31 782 Arbitrage : José María Ortiz de Mendíbil | Stade Santiago Bernabéu, Madrid Spectateurs : 31 782 Arbitrage : José María Ortiz de Mendíbil |
| Mercredi 28 mai 1969 20 h 30 | Rapport                        |         |                    | Stade Santiago Bernabéu, Madrid Spectateurs : 31 782 Arbitrage : José María Ortiz de Mendíbil | Stade Santiago Bernabéu, Madrid Spectateurs : 31 782 Arbitrage : José María Ortiz de Mendíbil |